# Zebraduiker
De zebraduiker (Cephalophula zebra)  is een zoogdier uit de familie van de holhoornigen (Bovidae). De wetenschappelijke naam van de soort werd voor het eerst geldig gepubliceerd door John Edward Gray in 1838.

## Voorkomen
De soort komt voor in Liberia en het westen van Ivoorkust en Sierra Leone.